# Batsheers

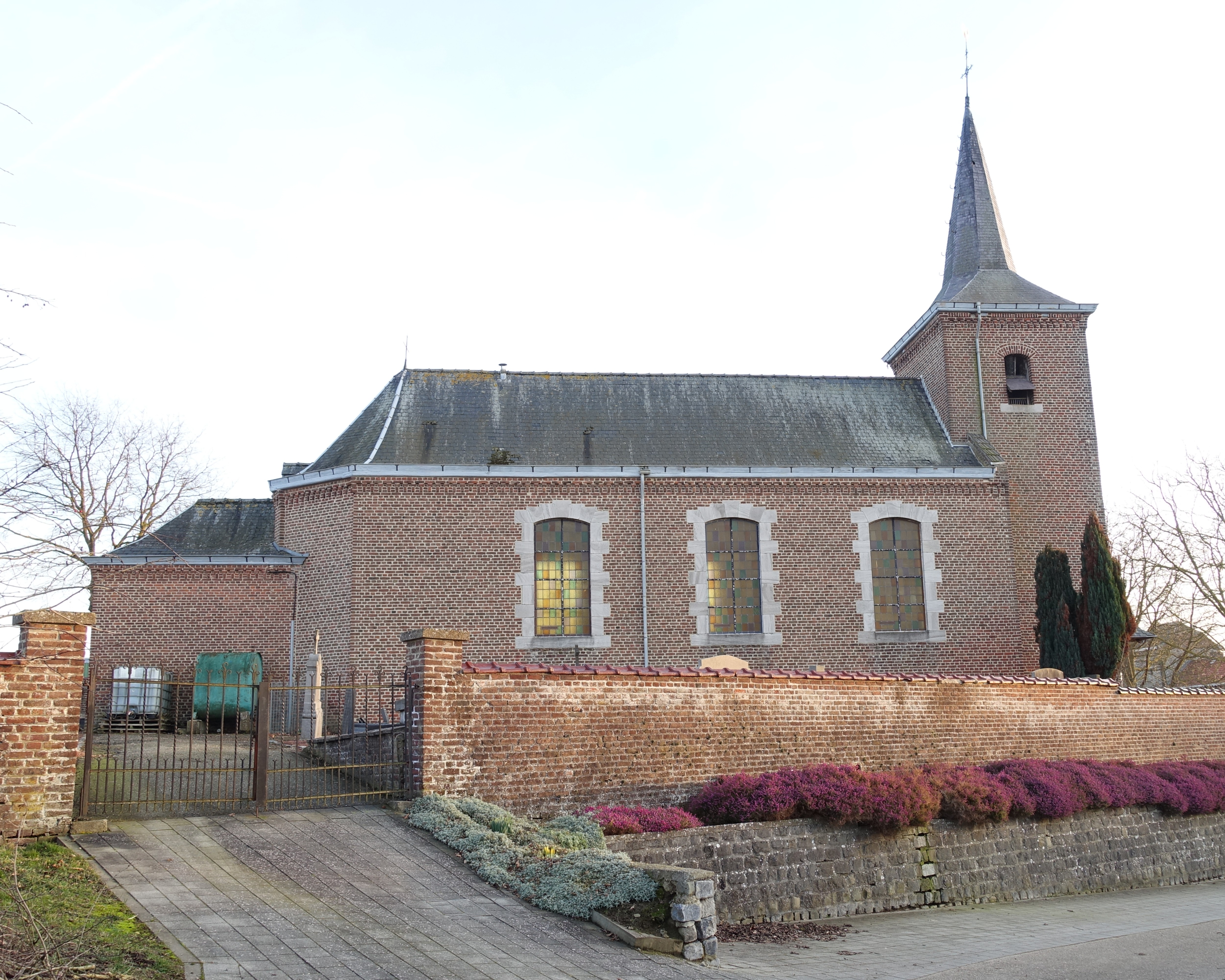
De Sint-Stefanuskerk

Batsheers, is een deelgemeente van de Belgische gemeente Heers in de provincie Limburg. Batsheers was tot 1971 met 138 inwoners een zelfstandige gemeente. De deelgemeente is gelegen in Haspengouw en ligt op zo'n 99 m hoogte boven de zeespiegel. Batsheers ligt tussen Heers, Opheers, Mechelen-Bovelingen en Rukkelingen-Loon.

## Etymologie
In 1079 werd Batsheers voor het eerst vermeld als Bertleheim, de woonplaats van ene Bertle. In 1099 werd ook de naam Bas-Heers (beneden-Heers?) gebruikt.

## Geschiedenis
De heerbaan van Tongeren naar Gembloers liep door het grondgebied van Batsheers.
Batsheers behoorde in de Middeleeuwen tot het persoonlijk bezit van de Graven van Loon en vanaf 1366 van de Bisschoppelijke Tafel van het Prinsbisdom Luik.
In de middeleeuwen was er ook een allodiaal riddergoed op het grondgebied, met een kasteel dat Montferrant werd genoemd. Vanaf 1240 werd daar gewag van gemaakt.
In 1639 werd Batsheers, samen met Opheers, als heerlijkheid uitgegeven aan Henri de Rivière d'Arschot, die ook heer was van Heers. In 1771 kwam de heerlijkheid aan baron François-Lambert van Stokkem.
De Franse troepen die in 1672 en de jaren daarna de streek onveilig maakten, hebben ook Batsheers niet ontzien.
De Sint-Stefanusparochie was ondergeschikt aan de parochie van Heers. Het patronaatsrecht kwam in 1416 aan de Abdij van Averbode. In 1489 werd de parochie samengevoegd met die van Rukkelingen-Loon. Tot 1833 was een norbertijn uit Averbode pastoor in deze parochie.

## Demografische ontwikkeling
- Bron: NIS; Opm:1831 t/m 1970=volkstellingen

## Bezienswaardigheden
- De Sint-Stefanuskerk uit 1727. Druk vereerd en aanroepen tegen kinderziekten
- Een classicistische pastorij uit 1728. Deze viel vroeger onder het bestuur van de Norbertijnenabdij van Averbode, welke het patronaatsrecht bezat.
- Oude Haspengouwse boerderijen, zoals Hoeve "Vroonen" en de oude boerderij van de "Barons" in de De Montferrantstraat.
- De Donjon van Batsheers, een 13e-eeuwse woontoren, nu ingebouwd in een hoeve.

## Natuur en landschap
Batsheers ligt in Droog-Haspengouw. Enkele beekjes, zoals Grondelingenbeek en Batsheersebeek, ontspringen hier en lopen in noordelijke richting om zich bij de Herk te voegen. Het leemplateau, ongeveer 115 meter hoog, kent een open landschap waarop de landbouw, vooral de suikerbietenteelt, wordt bedreven. Er zijn enkele grote vierkantshoeven in het dorp.
In het zuiden van Batsheers bevindt zich de taalgrens, die hier ongeveer gelijk loopt met de waterscheiding tussen Maas en Schelde.

## Nabijgelegen kernen
Opheers, Heers, Gelinden, Mechelen-Bovelingen, Liek, Rukkelingen-Loon